# Société des Autobus et Matériels Verney
Pour les articles homonymes, voir Verney.
La Société des Autobus et Matériels Verney est créée en 1956 pour assurer au sein de la Société Centrale de Chemins de fer et d'Entreprise (SCF) l'activité de construction des véhicules. Elle disparaît en 1976 pour devenir la Société Cars & Bus Le Mans.

## Production
Elle concerne des véhicules routiers de transport en commun. Le secteur ferroviaire est abandonné.